# Jan Miel

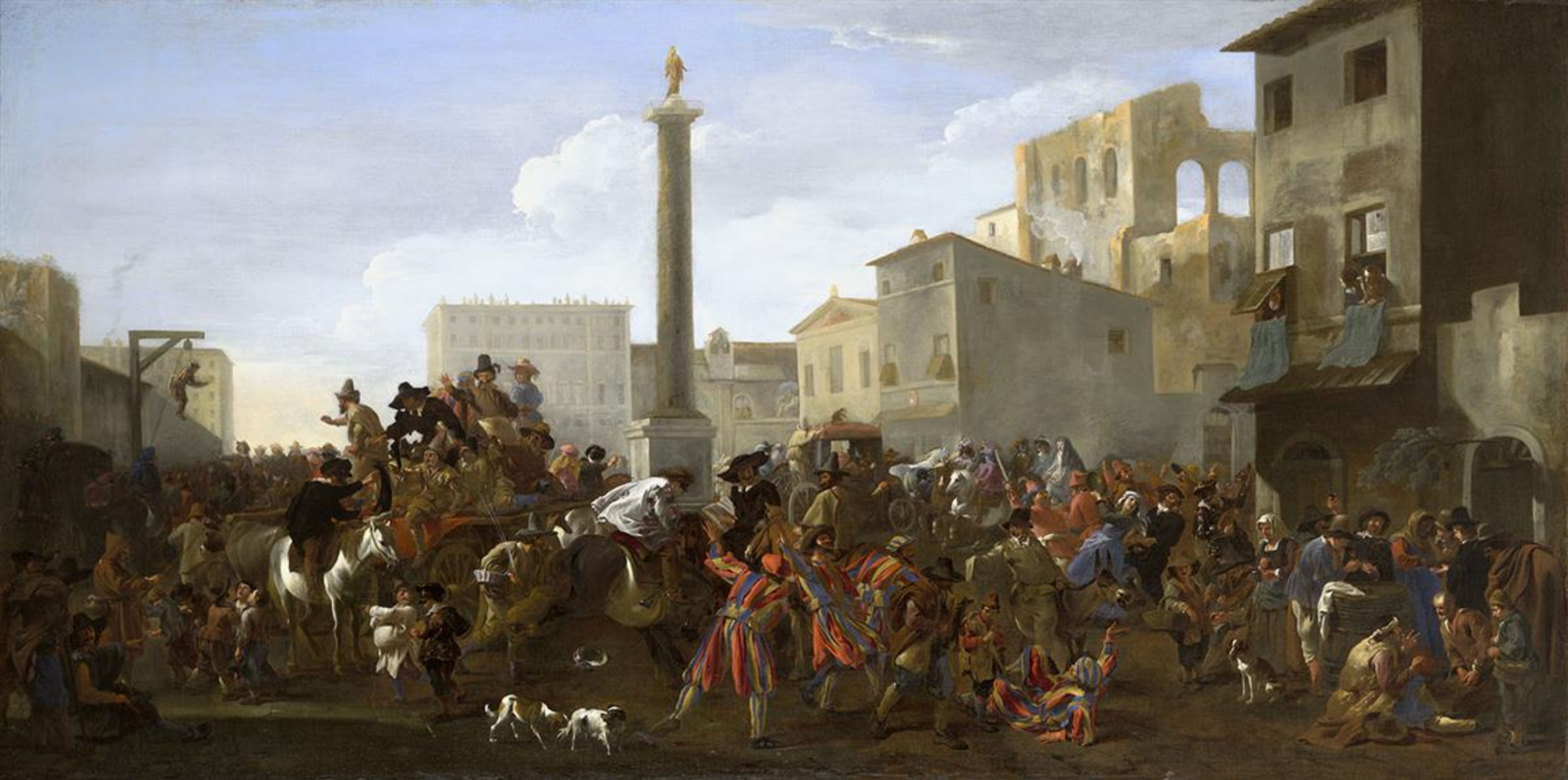
Karnawał na Piazza Colonna w Rzymie, 1645

Jan Miel (ur. 1599 w Beveren, zm. 3 kwietnia 1664 w Turynie) – flamandzki malarz barokowy, aktywny we Włoszech od 1636.

## Życiorys
Nie ma pewnych informacji na temat jego młodości. W 1636 wyjechał do Rzymu, gdzie tworzył pod wpływem Pietera van Laera i był zaliczany do Bambocciantich. Malował głównie niewielkie sceny rodzajowe z życiach niższych klas społecznych we Włoszech. Współpracował też z Andreą Sacchim;  malował dekoracje ścienne w rzymskich pałacach i kościołach. W 1658 przeniósł się do Turynu, gdzie został nadwornym malarzem Karola Emanuela II.